# I Saw Her Again
I Saw Her Again est une chanson de The Mamas and the Papas écrite par John Phillips et Denny Doherty et parue sur leur deuxième album The Mamas and the Papas.

## Histoire
L'histoire parle de la relation entre Michelle Phillips et Denny Doherty. Michelle Phillips était mariée à John Phillips. Michelle Phillips a été expulsée du groupe et l'a retrouvé plus tard. D'où « I saw her again » : « Je l'ai revue »,.